# Залесе-Шльонське
Залесе-Шльонське (пол. Zalesie Śląskie, нім. Salesche) — село в Польщі, у гміні Лесьниця Стшелецького повіту Опольського воєводства.
Населення — 1266 осіб (2011).

## Демографія
Демографічна структура станом на 31 березня 2011 року:
|          | Загалом | Допрацездатний вік | Працездатний вік | Постпрацездатний вік |
| -------- | ------- | ------------------ | ---------------- | -------------------- |
| Чоловіки | 619     | 102                | 447              | 70                   |
| Жінки    | 647     | 109                | 391              | 147                  |
| Разом    | 1266    | 211                | 838              | 217                  |